# Сємейкін Борис Євгенович
Борис Євгенович Сємейкін (1900, Харків — 1938) — український радянський астроном з Харківської астрономічної обсерваторії, планетолог. Страчений НКВС за політичним звинуваченням під час Великого терору.

## Життєпис
Народився 1900 року в Харкові, в родині викладача математики Євгена Івановича Сємейкіна. За кілька років родина переїздить у Суми. Борис навчається в Приватній чоловічій гімназії М. І. Ізмайлова, цікавиться астрономією, листується з революціонером-народником академіком Миколою Морозовим. 
1919  вступив до лав Добровольчої армії, за рік опинився в Червоній армії.
Після демобілізації поступив на фізико-математичне відділення Харківського інституту народної освіти (тепер Харківський національний університет імені В. Н. Каразіна). Вільний час проводить в Харківській астрономічній обсерваторії, де бере участь в астрономічних спостереженнях. 1921  стає дійсним членом відділення метеорів і атмосферних режимів Російського товариства любителів світознавства. В 1923  проводив спостереження змінних зір. В 1924  директор Харківської астрономічної обсерваторії Микола Євдокимов використав дані спостережень Сємейкіна в своїй статті про Проходження Меркурія по диску Сонця і в доповіді про повне місячне затемнення. В цей час Сємейкін знайомиться з Миколою Барабашовим і стає його першим учнем. У співавторстві вони надрукували понад 20 статей, переважно в німецьких журналах. В 1926  стає членом Французького астрономічного товариства, а також друкує у французькому журналі «L'Astronomie» своє перше наукове повідомлення, присвячене сонячним спалахам, які він спостерігав біля Ялти.
Після закінчення Харківського інституту народної освіти, у грудні 1928 Сємейкін поступає в аспірантуру. Займається фотометрією, робить фотографічні дослідження Сонця, планет, комет, сонячних і місячних затемнень, змінних зір. В 1932 стає науковим співробітником обсерваторії. В 1931—1934 Сємейкін і Барабашов публікують серію з 10 статей в німецькому журналі «Zeitschrift für wissenschaftliche Photographie, Photophysik und Photochemie» за результатами вимірювань сонячних плям. В 1933 Сємейкін стає завідувачем фотометричного відділу Палати мір і ваг. В 1933 Барабашов і Сємейкін починають роботу над спільною монографією під робочою назвою «Фотографічні методи дослідження планет». В «Астрономічному журналі» вийшла серія статей за тематикою монографії, але сама монографія так і не була видана. Сємейкін брав участь в створенні першого в Радянському Союзі спектрогеліографа, який був завершений в 1935, і Сємейкін одразу почав спостереження на ньому. Брав участь в експедиції Харківської обсерваторії в станицю Бєлорєченську на Кавказ для спостереження
сонячного затемнення 19 червня 1936 року. В 1937—1938 працював переважно за трьома науковими темами: «Сатурн», «Спостереження флокул» і «Визначення коефіцієнта поглинання в інфрачервоних променях».
У квітні 1938 Сємейкіна заарештовано НКВС за звинуваченням в участі в українській націоналістичній організації, невдовзі засуджено до розстрілу, а 1 червня страчено. Мати Сємейкіна, Віра Олексіївна Крамаренко, в наступні роки намагалась дізнатись про долю сина, навіть відправила лист особисто Сталіну, але безрезультатно. В 1958 діло було переглянуто, і Сємейкіна реабілітовано.

## Пам'ять
- 1982 на честь науковця названо кратер Сємейкін на Марсі[3].

## Публікації

### Книги
- Семейкін  Б.  Є. Мертвий світ. — Харків : Держвидав України, 1930. — 86 с.
- Семейкін  Б.  Є. Хвостаті  зірки. — Харків–Дніпропетровськ, 1930. — 98 с.
- Барабашев М., Семейкін Б. Харківська астрономічна обсерваторія на службі соцбудівництва. — Харків : ДВОУ «Український робітник», 1932. — 1000 прим.
- Семейкин Б. Е. Фотооптика: Курс лекций для заочных курсов по фотографии. Ч. 2 / Под ред. проф. Н. Н. Байера. — Харьков : Облкинофототрест, 1935. — 24 с.
- Семейкін Б. Є. Затемнення Сонця і Місяця (до сонячного затемнення 19 червня 1936  р.). — Харків : Державне науково-технічне видавництво України, 1936. — 60 с.

### Статті
- Semeikine B. Halo Solaire // L’Astronomie. 1927. Vol. 41. P. 288
- Barabascheﬀ  N.,  Semejkin  B.  Luxmetrische  und  aktinometrische Beobachtungen wahrend der Sonnenﬁnsternis des 28 November 1928 // Astronomische Nachrichten. 1929. Vol. 236. № 5658. S. 287–290.
- Barabascheﬀ  N.,  Semejkin  B.  Luxmetrische  und  aktinometrische Beobachtungen wahrend der Sonnenﬁnsternis des 28 November 1928 // Astronomische Nachrichten. 1929. Vol. 236. № 5658. S. 287–290
- Barabascheﬀ N., Semejkin B. Uber den Einﬂuss der Temperatur auf die charakteristische  Kurve  (Gradation)  der  photographischen  Platte  // Astronomische Nachrichten. 1929. Vol. 236. № 5662. S. 353–358
- Barabascheﬀ N., Semejkin B. Uber die Wirkung der Temperatur auf die photographische Platte // Zeit. wissen. Photophysik und Photochemie. 1930. Vol. 28. № 6. S. 221–228
- Семейкін Б. Є. Фотометричні дослідження півтіні й бордюра земної тіні  під  час  затемнення  Місяця  8  грудня  1927  р.  //  Публікації Харківської астрономічної обсерваторії (ХДУ). 1931. № 3. С. 53–62
- Semejkin  B. Photometrische  Untersuchung eines Spektrogramms des Komete № 1930 C (Wilk) // Astronomische Nachrichten. 1931. Vol. 241. № 5778. S. 307–310
- Барабашов  М.  П.,  Семейкін  Б.  Є.  Харківська  астрономічна обсерваторія на службі соцбудівництва. — Харьков: Укр. робітник. 1932. — 36 с.
- Барабашов М. П., Семейкін Б. Є. Спектрогеліоскоп астрономічної обсерваторії  ХДУ  //  Публікації  Харківської  астрономічної обсерваторії. 1935. № 5. С. 13–28
- Барабашов Н. П., Семейкин Б. Е. Монохроматическая фотометрия Сатурна и его колец // Астрономический журнал. 1933. Т. 10. № 4. С. 381–389
- Барабашов Н. П., Семейкин Б. Е. Монохроматическая фотометрия Сатурна и его колец // Астрономический журнал. 1933. Т. 10. № 4. С. 381–389
- Семейкин Б. Е. Фотографическая фотометрия Луны в полутени во время  затмения  2  апреля  1931  г.  //  Астрономический  журнал. 1934. Т. 11. № 1. С. 73–76
- Барабашов  Н. П.,  Семейкин  Б.  Е.  Фотографическая  фотометрия Марса  через  светофильтры  //  Астрономический  журнал.  1934. Т. 11. № 3. С. 115–224
- Барабашов Н. П., Семейкин Б. Е. Исследование распределения яр-кости  по диску  Юпитера  через  светофильтры //  Астрономиче-ский журнал. 1934. Т. 11. № 2. С. 126–131
- Барабашов Н. П., Семейкин Б. Е. Изменения на Юпитере и Сатур-не по данным фотометрических наблюдений за 1932–1934 гг. // Астрономический журнал. 1935. Т. 12. № 5. С. 409–423
- Барабашов Н. П., Семейкин Б. Е. Изучение физических условий на планетах  фотометрическими  методами  //  Мироведение.  1934. Т. 23. № 6. С. 398–413
- Барабашов Н. П., Семейкин Б. Е. Первый советский спектрогели-оскоп // Мироведение. 1936. Т. 25. № 6. С. 39–53.
- Барабашов М. П., Семейкін Б. Є., Крисенко Л. І. Спектрогеліоскопічні спостереження  Сонця  під час  періоду від  30 вересня  1935 р.  до 31  серпня  1936  р.  //  Учені  записки  Харківського  державного університету імені О. М. Горького. 1938. № 11. С. 89–99